# 機動戦士ガンダム エクストリームバーサス2 オーバーブースト
『機動戦士ガンダム エクストリームバーサス2 オーバーブースト』（きどうせんしガンダム エクストリームバーサスツー クロスブースト、MOBILE SUIT GUNDAM EXTREME VS. 2 OVER BOOST）は、バンダイナムコアミューズメントから発売され、2023年6月28日稼働のアーケードゲーム。
ガンダムシリーズを題材にしたチーム対戦型アクションゲーム『機動戦士ガンダム vs.シリーズ』の第17弾。『エクストリームバーサス』シリーズとしては第7弾（外伝の『フォース』を含めれば第8弾）となるゲーム作品。

## 新要素

### EXバーストの仕様変更
今作は、4つのEXバーストから選択する。
前作『クロスブースト』で実装されていた5つのEXバーストのうち、「F（ファイティング）バースト」「S（シューティング）バースト」「C（カバーリング）バースト」の3つが一部仕様を調整され続投。「R（レイジング）バースト」は固有の効果が非常に扱いづらかったことに加え、プレイヤーからの評価も低かったため廃止。また、「M（モビリティ）バースト」は、「V（バーティカル）バースト」として刷新された。

### 射程外でのダメージ減少
射程距離より外での射撃が当たった場合は、一律でダメージが20％減少する仕様が実装された。EXVSシリーズの歴史では初の仕様である。ただし、EXバースト発動中は免除される。

## 登場する機動兵器

### プレイヤー機体
【】内の機体はアシスト支援機体として登場する機体。□は稼働当初からの追加機体、■はアップデートで追加・追加予定の機体。
なお、前作まで存在していたガンダムVS.モバイル会員に登録して入手した者のみが使用可能のエクストラ機体は廃止され、誰でも選択することができるようになった。
機動戦士ガンダム
- ガンダム【ガンタンク、ガンキャノン】 / アムロ・レイ
- ガンダム（Gメカ）【Gファイター】 / アムロ・レイ
- ガンキャノン【ガンダム】 / カイ・シデン
- ザクII（ドアン機） 【ガンダム】/ ククルス・ドアン
- ジオング 【リック・ドム】/ シャア・アズナブル
- シャア専用ゲルググ【エルメス】 / シャア・アズナブル
- シャア専用ザクII【シャア専用ズゴック、61式戦車】 / シャア・アズナブル
- アッガイ【アッガイ、アッグ、ジュアッグ、アッグガイ】 / アカハナ
- ギャン【アッザム、シャア専用ゲルググ】 / マ・クベ

機動戦士Ζガンダム
- Ζガンダム【メタス、百式】 / カミーユ・ビダン
- 百式【Ζガンダム】 / クワトロ・バジーナ
- ディジェ【百式】 / アムロ・レイ
- ガンダムMk-II（スーパーガンダム）【Ζガンダム】 / エマ・シーン
- ジ・O【パラス・アテネ、ボリノーク・サマーン】 / パプテマス・シロッコ
- メッサーラ【マラサイ】 / パプテマス・シロッコ
- ガブスレイ【ガブスレイ】 / ジェリド・メサ
- マラサイ【マラサイ、ハイザック】 / ジェリド・メサ
- バウンド・ドック【ハイザック】 / ジェリド・メサ
- ハンブラビ【ハンブラビ、パラス・アテネ】 / ヤザン・ゲーブル

機動戦士ガンダムΖΖ
- フルアーマーΖΖガンダム (強化型ΖΖガンダム)【Ζガンダム（ルー搭乗）、百式（ビーチャ搭乗）】 / ジュドー・アーシタ
- ΖΖガンダム【キュベレイMk-II（プル機）、コア・ファイターΖΖ】 / ジュドー・アーシタ
- キュベレイMk-II（プル機）【ΖΖガンダム、ガンダムMk-II（エル搭乗）】 / エルピー・プル
- キュベレイMk-II（プルツー機）【バウ（グレミー機）】 / プルツー
- キュベレイ【ハンマ・ハンマ、R・ジャジャ】 / ハマーン・カーン
- ザクIII改 / マシュマー・セロ
- ドーベン・ウルフ【ドーベン・ウルフ】 / ラカン・ダカラン
- アッガイ（ハマーン搭乗）【アッグ、ジュアッグ、アッグガイ】 / ハマーン・カーン
- Ζガンダム（ルー搭乗）【フルアーマーΖΖガンダム】 / ルー・ルカ

機動戦士ガンダム 逆襲のシャア
- νガンダム【リ・ガズィ】/ アムロ・レイ
- リ・ガズィ【ジェガン】 / チェーン・アギ
- サザビー【ヤクト・ドーガ（ギュネイ機）、ヤクト・ドーガ（クェス機）】 / シャア・アズナブル
- ヤクト・ドーガ（ギュネイ機）【ギラ・ドーガ】 / ギュネイ・ガス

機動戦士ガンダムF91
- ガンダムF91【ビギナ・ギナ】 / シーブック・アノー
- ベルガ・ギロス【デナン・ゾン】 / ザビーネ・シャル

機動戦士Vガンダム
- V2ガンダム【Vガンダムヘキサ、ガンイージ】 / ウッソ・エヴィン
- ヴィクトリーガンダム（Vダッシュガンダム）【ガンイージ】 / ウッソ・エヴィン
- ガンイージ【ガンイージ、Vガンダムヘキサ】 / ジュンコ・ジェンコ
- ゴトラタン【リグ・コンティオ】 / カテジナ・ルース
- ゲドラフ【アインラッド】 / カテジナ・ルース
- ■リグ・コンティオ【コンティオ】 / クロノクル・アシャー

機動武闘伝Gガンダム
- ゴッドガンダム【風雲再起、ガンダムマックスター】 / ドモン・カッシュ
- シャイニングガンダム【クーロンガンダム】 / ドモン・カッシュ
- ドラゴンガンダム【シャイニングガンダム】 / サイ・サイシー
- ガンダムマックスター 【ドラゴンガンダム】/ チボデー・クロケット
- マスターガンダム【風雲再起、ガンダムヘブンズソード】 / 東方不敗マスター・アジア
- ガンダムシュピーゲル【ライジングガンダム】 / シュバルツ・ブルーダー
- ノーベルガンダム【ゴッドガンダム】 / アレンビー・ビアズリー
- ライジングガンダム【ゴッドガンダム】 / レイン・ミカムラ

新機動戦記ガンダムW
- ウイングガンダムゼロ / ヒイロ・ユイ
- ガンダムデスサイズヘル【ガンダムサンドロック改、アルトロンガンダム】 / デュオ・マックスウェル
- アルトロンガンダム / 張五飛
- ガンダムサンドロック改【マグアナック（ラシード機）、マグアナック（アウダ機）】 / カトル・ラバーバ・ウィナー
- ガンダムエピオン 【ビルゴII】/ ミリアルド・ピースクラフト
- トールギスII【ウイングガンダム】/ トレーズ・クシュリナーダ
- トールギス【リーオー】/ ゼクス・マーキス
- ■ガンダムヘビーアームズ改【ウイングガンダムゼロ、ガンダムサンドロック改】 / トロワ・バートン

新機動戦記ガンダムW Endless Waltz
- ウイングガンダムゼロ（EW版）【トールギスIII、ガンダムデスサイズヘル（EW版）】 / ヒイロ・ユイ
- ガンダムデスサイズヘル（EW版）【ウイングガンダムゼロ（EW版）、 ガンダムヘビーアームズ改（EW版）、トーラス（サンクキングダム仕様） 】/ デュオ・マックスウェル
- ガンダムヘビーアームズ改（EW版）【ガンダムデスサイズヘル（EW版）】 / トロワ・バートン
- トールギスIII【トーラス（サンクキングダム仕様）】 / ゼクス・マーキス

機動新世紀ガンダムX
- ガンダムDX【ガンダムエアマスターバースト、ガンダムレオパルドデストロイ、Gファルコン、GXビット】 / ガロード・ラン&ティファ・アディール
- ガンダムX【ガンダムエアマスター、ガンダムレオパルド、GXビット】 / ガロード・ラン&ティファ・アディール
- ガンダムXディバイダー【ガンダムダブルエックス、GXビット】 / ジャミル・ニート
- ベルティゴ【ジュラッグ（ポーラ・ベアー）】 / カリス・ノーティラス
- ガンダムヴァサーゴ・チェストブレイク【ガンダムアシュタロン・ハーミットクラブ】 / シャギア・フロスト

∀ガンダム
- ∀ガンダム【カプル】 / ロラン・セアック
- カプル【コレンカプル】 / ソシエ・ハイム
- コレンカプル【カプル、∀ガンダム】 / コレン・ナンダー
- ゴールドスモー【シルバースモー】 / ハリー・オード
- ターンX 【マヒロー、バンデット】/ ギム・ギンガナム

機動戦士ガンダムSEED
- フリーダムガンダム【ランチャーストライクガンダム（ムウ搭乗）】 / キラ・ヤマト
- ジャスティスガンダム【フリーダムガンダム】/ アスラン・ザラ
- パーフェクトストライクガンダム 【バスターガンダム】/ ムウ・ラ・フラガ
- ストライクガンダム【スカイグラスパー】 / キラ・ヤマト
- イージスガンダム【ブリッツガンダム】 / アスラン・ザラ
- ブリッツガンダム【イージスガンダム】 / ニコル・アマルフィ
- バスターガンダム 【デュエルガンダムアサルトシュラウド】/ ディアッカ・エルスマン
- デュエルガンダムアサルトシュラウド【バスターガンダム】 / イザーク・ジュール
- プロヴィデンスガンダム / ラウ・ル・クルーゼ
- カラミティガンダム【レイダーガンダム、フォビドゥンガンダム、ジン】 / オルガ・サブナック
- フォビドゥンガンダム【レイダーガンダム、カラミティガンダム】 / シャニ・アンドラス
- レイダーガンダム 【フォビドゥンガンダム、カラミティガンダム】/ クロト・ブエル
- ラゴゥ【バクゥ】 / アンドリュー・バルトフェルド

機動戦士ガンダムSEED DESTINY
- デスティニーガンダム【レジェンドガンダム】 / シン・アスカ
- レジェンドガンダム【インパルスガンダム（ルナマリア搭乗）、デスティニーガンダム】 / レイ・ザ・バレル
- インパルスガンダム (ルナマリア搭乗) 【デスティニーガンダム、レジェンドガンダム】 / ルナマリア・ホーク
- グフイグナイテッド【セイバーガンダム、インパルスガンダム】 / ハイネ・ヴェステンフルス
- ストライクフリーダムガンダム / キラ・ヤマト
- インフィニットジャスティスガンダム【ストライクフリーダムガンダム】 / アスラン・ザラ
- アカツキ 【インフィニットジャスティスガンダム】/ ムウ・ラ・フラガ
- ストライクルージュ（オオトリ装備）【ムラサメ】 / カガリ・ユラ・アスハ
- インパルスガンダム【ガナーザクウォーリア（ルナマリア機）】 / シン・アスカ
- ガナーザクウォーリア【インパルスガンダム、グフイグナイテッド（ハイネ機）】 / ルナマリア・ホーク
- ガイアガンダム【カオスガンダム、アビスガンダム】 / ステラ・ルーシェ
- インフィニットジャスティスガンダム（ラクス搭乗）【ストライクフリーダムガンダム、ガイアガンダム（バルトフェルド搭乗）、アカツキ】 / ラクス・クライン
- ■デスティニーガンダム（ハイネ機） 【ブレイズザクウォーリア（ハイネ隊仕様）】 / ハイネ・ヴェステンフルス

機動戦士ガンダムSEED C.E.73 STARGAZER
- スターゲイザー【シビリアンアストレイDSSDカスタム】 / ソル・リューネ・ランジュ&セレーネ・マクグリフ
- ストライクノワール【ヴェルデバスター、ブルデュエル】 / スウェン・カル・バヤン

機動戦士ガンダムSEED FREEDOM（vs.シリーズ初登場）
- ■ライジングフリーダムガンダム【イモータルジャスティスガンダム】 / キラ・ヤマト

- ■インフィニットジャスティスガンダム弐式（ズゴック） / アスラン・ザラ

機動戦士ガンダム00
- ダブルオーガンダム（ダブルオーライザー）【ケルディムガンダム、アリオスガンダム】 / 刹那・F・セイエイ
- ガンダムエクシア（ガンダムエクシアリペア）【ガンダムヴァーチェ、GNアームズ TYPE-E】 / 刹那・F・セイエイ
- ケルディムガンダム【ダブルオーライザー、アリオスガンダム】 / ロックオン・ストラトス
- ガンダムデュナメス 【GNアームズ TYPE-D】/ ロックオン・ストラトス
- アリオスガンダム【GNアーチャー、ダブルオーライザー】 / アレルヤ・ハプティズム
- ガンダムキュリオス【ガンダムヴァーチェ、ガンダムナドレ】 / アレルヤ・ハプティズム
- ガンダムヴァーチェ（ガンダムナドレ）【ガンダムエクシア】 / ティエリア・アーデ
- ガンダムスローネドライ【ガンダムスローネアイン 、ガンダムスローネツヴァイ】 / ネーナ・トリニティ
- リボーンズガンダム（0ガンダム）【ガラッゾ（ヒリング機）、ガデッサ（リヴァイヴ機）、ガガ】 / リボンズ・アルマーク
- アルケーガンダム / アリー・アル・サーシェス
- ガラッゾ（ヒリング機）【ガデッサ（リヴァイヴ機）、ガガ】 / ヒリング・ケア
- ティエレンタオツー【ティエレン宇宙型、ティエレン宇宙指揮官型（セルゲイ機）】 / ソーマ・ピーリス
- スサノオ / ミスター・ブシドー
- グラハム専用ユニオンフラッグカスタム【ユニオンフラッグ】 / グラハム・エーカー
- ■アヘッド脳量子波対応型（スマルトロン）【アヘッド、ジンクスⅢ】 / ルイス・ハレヴィ
- ■ガンダムスローネツヴァイ【ガンダムスローネアイン、ガンダムスローネドライ】 / ミハエル・トリニティ

劇場版 機動戦士ガンダム00 -A wakening of the Trailblazer-
- ダブルオークアンタ【ガンダムサバーニャ最終決戦仕様、ブレイヴ指揮官用試験機】 / 刹那・F・セイエイ
- ガンダムサバーニャ / ロックオン・ストラトス
- ガンダムハルート【ダブルオークアンタ】 / アレルヤ・ハプティズム&ソーマ・ピーリス
- ラファエルガンダム【セラヴィーガンダムII】 / ティエリア・アーデ
- ブレイヴ指揮官用試験機【ブレイヴ一般用試験機】 / グラハム・エーカー

機動戦士ガンダムUC
- フルアーマー・ユニコーンガンダム【バンシィ・ノルン、リゼル】 / バナージ・リンクス
- ユニコーンガンダム【リゼル】 / バナージ・リンクス
- デルタプラス【ジェスタ、ユニコーンガンダム】 / リディ・マーセナス
- クシャトリヤ / マリーダ・クルス
- バンシィ・ノルン / リディ・マーセナス
- バンシィ / マリーダ・クルス
- シナンジュ【ローゼン・ズール】 / フル・フロンタル
- ローゼン・ズール【ギラ・ズール（親衛隊機）】 / アンジェロ・ザウパー

機動戦士ガンダムAGE
- ガンダムAGE-1 【Gエグゼス】/ フリット・アスノ
- ガンダムAGE-2【Gバウンサー】 / アセム・アスノ
- ガンダムAGE-3【クランシェ】 / キオ・アスノ
- ガンダムAGE-FX【ガンダムAGE-1フルグランサ、ガンダムAGE-2ダークハウンド】 / キオ・アスノ
- ガンダムAGE-1 フルグランサ【ガンダムAGE-2ダークハウンド、ガンダムAGE-FX】 / フリット・アスノ
- ガンダムAGE-2 ダークハウンド【Gエグゼス ジャックエッジ、シャルドール ローグ】 / キャプテン・アッシュ
- ガンダムレギルス【フォーンファルシア】 / ゼハート・ガレット
- ゼイドラ 【ゼダスM】 / ゼハート・ガレット
- ファルシア【ゼダス】 / ユリン・ルシェル
- フォーンファルシア【ガンダムレギルス】 / フラム・ナラ

ガンダム Gのレコンギスタ
- G-セルフ（パーフェクトパック）【G-アルケイン（フルドレス）、G-ルシファー】/ ベルリ・ゼナム
- G-アルケイン（フルドレス）【G-セルフ（パーフェクトパック）】 / アイーダ・スルガン
- G-ルシファー【G-セルフ（パーフェクトパック）、G-アルケイン（フルドレス）】 / ラライヤ・アクパール&ノレド・ナグ
- G-セルフ【モンテーロ】 / ベルリ・ゼナム
- カバカーリー【ジーラッハ】 / マスク
- マックナイフ（マスク機）【マックナイフ（バララ機）】 / マスク
- ダハック【トリニティ】 / クリム・ニック
- モンテーロ【G-セルフ（リフレクターパック）】 / クリム・ニック
- ■ヘカテー【宇宙用ジャハナム（クリム・ニック専用機）】 / ミック・ジャック

機動戦士ガンダム 鉄血のオルフェンズ
- ガンダム・バルバトスルプスレクス【ガンダム・グシオンリベイクフルシティ、ガンダム・フラウロス】 / 三日月・オーガス
- ガンダム・バルバトスルプス 【ガンダム・グシオンリベイクフルシティ、ガンダム・フラウロス】/ 三日月・オーガス
- ガンダム・グシオンリベイクフルシティ 【ガンダム・バルバトスルプスレクス】/ 昭弘・アルトランド
- ガンダム・フラウロス【ガンダム・グシオンリベイクフルシティ、ランドマン・ロディ】 / ノルバ・シノ
- ガンダム・バエル 【ヘルムヴィーゲ・リンカー】/ マクギリス・ファリド
- ガンダム・キマリスヴィダール【レギンレイズ・ジュリア】 / ガエリオ・ボードウィン
- ガンダム・バルバトス【ガンダム・グシオンリベイク、 流星号】 / 三日月・オーガス
- ガンダム・キマリストルーパー / ガエリオ・ボードウィン

機動戦士ガンダムNT
- ナラティブガンダム【フェネクス】 / ヨナ・バシュタ
- ユニコーンガンダム3号機フェネクス【ナラティブガンダム（C装備）、シルヴァ・バレト・サプレッサー、ジェガンA2型】 / Unknown
- シナンジュ・スタイン【ギラ・ズール（エリク機）、ギラ・ズール】 / ゾルタン・アッカネン

機動戦士ガンダム 水星の魔女（vs.シリーズ初登場）
- □ガンダム・エアリアル【デミトレーナー（チュチュ専用機）】 / スレッタ・マーキュリー
- ■ガンダム・ファラクト / エラン・ケレス
- ■ダリルバルデ / グエル・ジェターク

機動戦士ガンダム0080 ポケットの中の戦争
- アレックス【ジム・スナイパーII】 / クリスチーナ・マッケンジー
- ザクII改【ケンプファー】 / バーナード・ワイズマン
- ケンプファー【ザクII改】 / ミハイル・カミンスキー

機動戦士ガンダム0083 STARDUST MEMORY
- ガンダム試作3号機【ジム・カスタム】 / コウ・ウラキ
- ガンダム試作1号機フルバーニアン【ジム・キャノンII】 / コウ・ウラキ
- ガンダム試作2号機【ドム・トローペン、ザメル】 / アナベル・ガトー
- ガーベラ・テトラ【ゲルググM】 / シーマ・ガラハウ

機動戦士ガンダム 第08MS小隊
- ガンダムEz8【陸戦型ガンダム、陸戦型ガンダム（ジム頭）、ホバートラック】 / シロー・アマダ
- グフ・カスタム【ジェット・コア・ブースター】 / ノリス・パッカード

MS IGLOO 一年戦争秘録
- ヅダ【ヅダ】 / ジャン・リュック・デュバル
- ヒルドルブ【ザクII】 / デメジエール・ソンネン

機動戦士ガンダム サンダーボルト
- アトラスガンダム【ガンキャノン・アクア】 / イオ・フレミング
- フルアーマー・ガンダム【ジム（TB版）】 / イオ・フレミング
- サイコ・ザク / ダリル・ローレンツ
- アッガイ（ダリル搭乗）【アッガイ火力型、アッガイ重火力型、アッガイ機動型】 / ダリル・ローレンツ

機動戦士ガンダム外伝 THE BLUE DESTINY
- ブルーディスティニー1号機【ジム】 / ユウ・カジマ
- イフリート改 / ニムバス・シュターゼン

機動戦士ガンダム外伝 ミッシングリンク
- ペイルライダー（陸戦重装仕様） / クロエ・クローチェ
- 高機動型ゲルググ（ヴィンセント機）【ビショップ、 リック・ドムII】 / ヴィンセント・グライスナー
- イフリート（シュナイド機）【ピクシー（フレッド機）】 / ダグ・シュナイド
- ■トーリスリッター【ギラ・ドーガ（ヴィンセント機）】 / クロエ・クローチェ

ガンダム・センチネル
- Ex-Sガンダム / Unknown

機動戦士ガンダム 逆襲のシャア ベルトーチカ・チルドレン
- Hi-νガンダム / アムロ・レイ
- ナイチンゲール【サイコ・ドーガ】 / シャア・アズナブル

機動戦士ガンダム 閃光のハサウェイ
- Ξガンダム【メッサー】/ マフティー・ナビーユ・エリン
- ペーネロペー / レーン・エイム

機動戦士クロスボーン・ガンダム
- クロスボーン・ガンダムX1フルクロス / トビア・アロナクス
- クロスボーン・ガンダムX3【クロスボーン・ガンダムX1改】 / トビア・アロナクス
- クロスボーン・ガンダムX1改【クロスボーン・ガンダムX3、ペズ・バタラ 】 / キンケドゥ・ナウ
- クロスボーン・ガンダムX2改【バタラ】 / ザビーネ・シャル
- ファントムガンダム【デスフィズ】 / フォント・ボー
- ビギナ・ギナII（木星決戦仕様）【バーラ・トトゥガ、アラナ・アビジョ】 / ギリ・ガデューカ・アスピス

機動戦士ガンダムSEED ASTRAY
- アストレイレッドフレーム / ロウ・ギュール
- アストレイレッドフレーム改 / ロウ・ギュール
- アストレイレッドフレーム（レッドドラゴン） / ロウ・ギュール
- ドレッドノートガンダム（Xアストレイ）【ガンダムアストレイレッドフレーム】 / プレア・レヴェリー
- アストレイブルーフレームセカンドL / 叢雲劾
- アストレイブルーフレームD / 叢雲劾
- アストレイゴールドフレーム天 / ロンド・ギナ・サハク
- ハイペリオンガンダム / カナード・パルス
- アストレイゴールドフレーム天ミナ / ロンド・ミナ・サハク
- ■ドレッドノートイータ / カナード・パルス

機動戦士ガンダム ヴァルプルギス
- オーヴェロン【メッサーラ・グラシュティン】 / マシロ・オークス

ガンダムビルドファイターズ
- スタービルドストライクガンダム / イオリ・セイ&レイジ
- ビルドストライクガンダム（フルパッケージ） / イオリ・セイ&レイジ
- ガンダムX魔王 / ヤサカ・マオ
- ウイングガンダムフェニーチェ【メテオホッパー】 / リカルド・フェリーニ
- ザクアメイジング / ユウキ・タツヤ
- 戦国アストレイ頑駄無 / ニルス・ニールセン

ガンダムビルドファイターズトライ
- トライバーニングガンダム【ライトニングガンダムフルバーニアン、スターウイニングガンダム】 / カミキ・セカイ
- ライトニングガンダムフルバーニアン / コウサカ・ユウマ
- スターウイニングガンダム / ホシノ・フミナ
- ■トランジェントガンダム【G-ポータント】 / キジマ・ウィルフリッド

ガンダムビルドファイターズA-R
- ホットスクランブルガンダム / 三代目メイジン・カワグチ

ガンダムビルドダイバーズ
- ガンダムダブルオーダイバーエース【ジムIIIビームマスター】 / ミカミ・リク
- RX-零丸【武装装甲八鳥】 / アヤメ
- ■ガンダムダブルオースカイ【ジェガンブラストマスター】 / ミカミ・リク

ガンダムビルドダイバーズRe:RISE（vs.シリーズ初登場）
- □アースリィガンダム / ヒロト

MSV
- 高機動型ザクII後期型（ジョニー・ライデン機） / ジョニー・ライデン
- 高機動型ザクII改（シン・マツナガ機）【ザクII】 / シン・マツナガ

CCA-MSV
- νガンダムHWS【リ・ガズィカスタム】 / アムロ・レイ

機動戦士ガンダム00V
- ダブルオークアンタフルセイバー / 刹那・F・セイエイ
- ダブルオーガンダム セブンソード/G【ガンダムデュナメスリペア】 / 刹那・F・セイエイ
- アヴァランチエクシア / 刹那・F・セイエイ
- ヤークトアルケーガンダム / アリー・アル・サーシェス

SDガンダム外伝
- 騎士ガンダム / なし

The-Life-Sized ν Gundam Statue
- RX-93ff νガンダム 【ジェガン】 / アムロ・レイ

ガンダムEXA
- エクストリームガンダム type-レオスII Vs.【エクストリームガンダム type-セシア エクセリア】 / レオス・アロイ
- エクストリームガンダム tエクリプス-F / レオス・アロイ
- エクストリームガンダム ゼノン-F / レオス・アロイ
- エクストリームガンダム アイオス-F / レオス・アロイ
- エクストリームガンダム エクセリア【エクストリームガンダム type-レオスII Vs.】 / セシア・アウェア

機動戦士ガンダムN-EXTREME
- N-EXTREMEガンダム エクスプロージョン / アマギ・サイ
- N-EXTREMEガンダム ザナドゥ / エビハラ・チカゲ
- N-EXTREMEガンダム ヴィシャス / バルカ・ニル
- N-EXTREMEガンダム スプレマシー / ダンテ・D・ワーズロード

### コストごとの機体一覧
○印は稼動当初から使用できるオーバーブーストの追加機体、●印はアップデート等によって使用可能となる追加機体、△は前作よりコストが上方修正された機体、▽は前作よりコストが下方修正された機体
プレイヤーが使用不可の機体のコストは250、戦艦は4500で統一されている。
| 原作                              | コスト1500                                                                  | コスト2000 | コスト2500 | コスト3000                                                                                 |
| --------------------------------- | --------------------------------------------------------------------------- | --- | --- | ------------------------------------------------------------------------------------------ |
| 『1st』                           | アッガイ ガンキャノン ザクII(ドアン機)                                      | ガンダム シャア専用ゲルググ ギャン ガンダム（Gメカ） シャア専用ザクII | ジオング |                                                                                            |
| 『MSV』                           |                                                                             | 高機動型ザクII後期型(ジョニー・ライデン機) 高機動型ザクII改(シン・マツナガ機) | |                                                                                            |
| 『IGLOO』                         | ヅダ ヒルドルブ                                                             | | |                                                                                            |
| 『08MS』                          | ガンダムEz8 グフ・カスタム                                                  | | |                                                                                            |
| 『BD』                            | イフリート改                                                                | ブルーディスティニー1号機 | |                                                                                            |
| 『ML』                            |                                                                             | ペイルライダー（陸戦重装仕様） 高機動型ゲルググ（ヴィンセント機） イフリート（シュナイド機）                                                                                                  | |                                                                                            |
| 『0080』                          | アレックス ザクII改 ケンプファー                                            | | |                                                                                            |
| 『TB』                            |                                                                             | アッガイ（ダリル搭乗） | フルアーマー・ガンダム サイコ・ザク アトラスガンダム |                                                                                            |
| 『0083』                          |                                                                             | ガンダム試作1号機フルバーニアン ガーベラ・テトラ | ガンダム試作2号機 ガンダム試作3号機 |                                                                                            |
| 『Ζ』                             |                                                                             | ガンダムMk-II メッサーラ ハンブラビ ガブスレイ マラサイ ディジェ | Ζガンダム 百式 ジ・O バウンド・ドック ハンブラビ |                                                                                            |
| 『センチネル』                    |                                                                             | | | Ex-Sガンダム                                                                               |
| 『ΖΖ』                            | キュベレイMk-II（プルツー機）                                               | キュベレイMk-II（プル機） Ζガンダム（ルー搭乗） ザクIII改 ドーベン・ウルフ アッガイ（ハマーン搭乗）                                                                                           | ΖΖガンダム キュベレイ | フルアーマーΖΖガンダム                                                                     |
| 『ヴァルプルギス』                |                                                                             | | オーヴェロン |                                                                                            |
| 『CCA』                           | リ・ガズィ                                                                  | ヤクト・ドーガ | | νガンダム サザビー                                                                         |
| 『CCA-MSV』                       |                                                                             | | | νガンダムHWS                                                                               |
| 『He-Life-Sized ν Gundam Statue』 |                                                                             | | | RX-93ff νガンダム                                                                          |
| 『CCA BC』                        |                                                                             | | | Hi-νガンダム ナイチンゲール                                                                |
| 『UC』                            |                                                                             | クシャトリヤ デルタプラス ローゼン・ズール | バンシィ | ユニコーンガンダム シナンジュ フルアーマー・ユニコーンガンダム バンシィ・ノルン            |
| 『NT』                            |                                                                             | ナラティブガンダム シナンジュ･スタイン | フェネクス |                                                                                            |
| 『ハサウェイ』                    |                                                                             | | | Ξガンダム ペーネロペー                                                                     |
| 『F91』                           | ベルガ・ギロス                                                              | | ガンダムF91 |                                                                                            |
| 『XB』                            |                                                                             | | クロスボーン・ガンダムX1改 クロスボーン・ガンダムX2改 クロスボーン・ガンダムX3 ビギナ・ギナⅡ（木星決戦仕様） ファントムガンダム                                                                                 | クロスボーン・ガンダムX1フルクロス                                                         |
| 『V』                             | ガンイージ                                                                  | ヴィクトリーガンダム ゲドラフ | ゴトラタン | V2ガンダム                                                                                 |
| 『G』                             | ライジングガンダム                                                          | ▽シャイニングガンダム ドラゴンガンダム ノーベルガンダム ガンダムマックスター | ガンダムシュピーゲル | ゴッドガンダム マスターガンダム                                                            |
| 『W』                             |                                                                             | ガンダムサンドロック改 ガンダムデスサイズヘル ●ガンダムヘビーアームズ改 | アルトロンガンダム トールギス トールギスII | ウイングガンダムゼロ ガンダムエピオン                                                      |
| 『W EW』                          |                                                                             | | ガンダムヘビーアームズ改（EW版） ガンダムデスサイズヘル（EW版） | ウイングガンダムゼロ（EW版） トールギスIII                                                 |
| 『X』                             |                                                                             | ▽ガンダムX ベルティゴ | ガンダムXディバイダー | ガンダムDX ガンダムヴァサーゴ・チェストブレイク                                            |
| 『∀』                             | カプル                                                                      | コレンカプル | ゴールドスモー | ∀ガンダム ターンX                                                                          |
| 『SEED』                          | ラゴゥ デュエルガンダムアサルトシュラウド バスターガンダム イージスガンダム | ストライクガンダム フォビドゥンガンダム ブリッツガンダム レイダーガンダム カラミティガンダム                                                                                                  | フリーダムガンダム ジャスティスガンダム パーフェクトストライクガンダム プロヴィデンスガンダム |                                                                                            |
| 『ASTRAY』                        |                                                                             | ガンダムアストレイレッドフレーム ガンダムアストレイブルーフレームセカンドL ガンダムアストレイゴールドフレーム天 ドレッドノートガンダム（Xアストレイ） ハイペリオンガンダム                    | ガンダムアストレイレッドフレーム改 ガンダムアストレイレッドフレーム（レッドドラゴン） ガンダムアストレイブルーフレームD ●ドレッドノートイータ                                                                   |                                                                                            |
| 『DESTINY』                       |                                                                             | ガナーザクウォーリア（ルナマリア機） ガイアガンダム ストライクルージュ（オオトリ装備） グフイグナイテッド インパルスガンダム (ルナマリア搭乗) インフィニットジャスティスガンダム (ラクス搭乗) | インパルスガンダム レジェンドガンダム アカツキ ●デスティニーガンダム（ハイネ機） | デスティニーガンダム ストライクフリーダムガンダム インフィニットジャスティスガンダム       |
| 『STARGAZER』                     |                                                                             | スターゲイザー | ストライクノワール |                                                                                            |
| 『FREEDOM』                       |                                                                             | | ●ライジングフリーダムガンダム |                                                                                            |
| 『00』                            | ティエレンタオツー ●アヘッド脳量子波対応型（スマルトロン）                  | ガンダムエクシア ガンダムデュナメス ガンダムスローネドライ ガンダムヴァーチェ ガンダムキュリオス グラハム専用ユニオンフラッグカスタム ガラッゾ（ヒリング・ケア機)                             | ケルディムガンダムGNHW/R アリオスガンダムGNHW/M アルケーガンダム スサノオ | ダブルオーガンダム リボーンズガンダム                                                      |
| 『00V』                           |                                                                             | | ガンダムアヴァランチエクシア | ダブルオーガンダム セブンソード/G ダブルオークアンタ フルセイバー ヤークトアルケーガンダム |
| 『劇場版00』                      |                                                                             | | ラファエルガンダム ブレイヴ指揮官用試験機 | ダブルオークアンタ ガンダムサバーニャ最終決戦仕様 ガンダムハルート最終決戦仕様             |
| 『AGE』                           |                                                                             | ガンダムAGE-1 ファルシア | ガンダムAGE-2 ゼイドラ ガンダムAGE-3 ガンダムAGE-1フルグランサ フォーンファルシア | ガンダムAGE-FX △ガンダムAGE-2ダークハウンド ガンダムレギルス                               |
| 『Gレコ』                         | G-ルシファー                                                                | マックナイフ G-アルケイン（フルドレス） モンテーロ ●ヘカテー | G-セルフ ダハック | G-セルフ（パーフェクトパック） カバカーリー                                                |
| 『鉄血』                          |                                                                             | ガンダム・バルバトス（第4形態） ガンダム・キマリストルーパー ガンダム・フラウロス | ガンダム・グシオンリベイクフルシティ ガンダム・バルバトスルプス | ガンダム・バルバトスルプスレクス ガンダム・バエル ガンダム・キマリスヴィダール             |
| 『水星の魔女』                    |                                                                             | ◯ガンダム・エアリアル ●ガンダム・ファラクト | ●ダリルバルデ |                                                                                            |
| 『BF』                            |                                                                             | ビルドストライクガンダム（フルパッケージ） ザクアメイジング ガンダムX魔王 | ウイングガンダムフェニーチェ 戦国アストレイ頑駄無 | スタービルドストライクガンダム                                                             |
| 『BFT』                           |                                                                             | | トライバーニングガンダム ライトニングガンダムフルバーニアン スターウイニングガンダム |                                                                                            |
| 『BFA-R』                         |                                                                             | | | ホットスクランブルガンダム                                                                 |
| 『GBD』                           |                                                                             | | ガンダムダブルオーダイバーエース RX-零丸 | ●ガンダムダブルオースカイ                                                                  |
| 『GBDR』                          |                                                                             | | ◯アースリィガンダム |                                                                                            |
| 『SD』                            |                                                                             | | 騎士ガンダム |                                                                                            |
| 『EXA』                           |                                                                             | | エクストリームガンダム type-レオス エクリプス・フェース エクストリームガンダム type-レオス ゼノン・フェース エクストリームガンダム type-レオス アイオス・フェース エクストリームガンダム type-セシア エクセリア | エクストリームガンダム type-レオスII Vs.                                                   |
| 『N-EXTREME』                     | N-EXTREMEガンダム スプレマシー                                              | N-EXTREMEガンダム ザナドゥ | N-EXTREMEガンダム ヴィシャス | N-EXTREMEガンダム エクスプロージョン                                                       |

### ボス・最終ボス
新規機体は☆、前々作から追加された機体は◎
『機動戦士ガンダム』より
- ジオング（完成機）/シャア・アズナブル
- ◎ザクレロ/デミトリー

『機動戦士ガンダムΖΖ』より
- ◎クィン・マンサ/プルツー

『機動戦士ガンダムUC』より
- シャンブロ/ロニ・ガーベイ

『機動戦士ガンダム0083 STARDUST MEMORY』より
- ◎ガンダム試作3号機デンドロビウム/コウ・ウラキ

『機動戦士クロスボーン・ガンダム』より
- ディビニダド/クラックス・ドゥガチ

『機動戦士ガンダムAGE』より
- ヴェイガンギア・シド/ゼラ・ギンス

『ガンダム Gのレコンギスタルフェンズ』より
- ☆ジーラッハ/マニィ・アンバサダ

『機動戦士ガンダム 鉄血のオルフェンズ』より
- グレイズ・アイン/アイン・ダルトン(ボイスのみ)

『ガンダムビルドファイターズ GMの逆襲』より
- ☆サイコジム/マシタ・ミキオ

本作オリジナル機体
- ガンダムガルヴァリア / なし
  - ガルヴァリアB34M3R
  - ガルヴァリアH4ND3R
  - ガルヴァリアW45P3R

### CPU専用
トライアドバトルで登場するCPU専用機。今作ではモデリングが一新され、新たに追加された機体もいる。プレイアブル仕様とCPU専用仕様の識別は敵機ロック時、覚醒タイプ表示の有無で判断可能。
新規機体は☆、バーサスから追加された機体は◎、前作エクストラ機およびバーサスプレイアブル機は△と表記する。
『機動戦士ガンダム』より
- ジム
- ボール
- ザクI
- ザクII
- マゼラアタック
- リック・ドム
- ズゴック(一般機)
- シャア専用ズゴック
- ゴック
- ゲルググ (量産型)

『機動戦士ガンダム 第08MS小隊』より
- ホバートラック
- 陸戦型ガンダム (ジム頭)
- 陸戦型ジム
- ジム・スナイパー
- 量産型ガンタンク

『機動戦士ガンダム MS IGLOO 黙示録0079』より
- オッゴ

『機動戦士ガンダム0080 ポケットの中の戦争』より
- ハイゴッグ
- ジム・スナイパーII

『機動戦士ガンダム サンダーボルト』より
- ジム (TB版)
- ジム・キャノン (TB版)
- ガンキャノン (TB版)
- ザクI (TB版)
- ザクII (TB版)
- リック・ドム (TB版)

『機動戦士ガンダム0083 スターダストメモリー』より
- ザメル
- ドム・トローペン
- ゲルググM
- ゲルググM（指揮官用）
- ガトー専用ゲルググ

『機動戦士Ζガンダム』より
- リック・ディアス (赤)
- アッシマー
- バーザム
- バイアラン
- パラス・アテネ
- ボリノーク・サマーン
- ガザC
- ハマーン専用ガザC

『機動戦士ガンダムΖΖ』より
- ドライセン
- 量産型キュベレイ

『機動戦士ガンダム 逆襲のシャア』より
- ジェガン
- ギラ・ドーガ
- ヤクト・ドーガ（クェス機）

『機動戦士ガンダムUC』より
- リゼル (隊長機)
- スターク・ジェガン
- バイアラン・カスタム
- ☆△ジェスタ
- ロト
- ギラ・ドーガ (袖付き仕様)
- ギラ・ズール
- ギラ・ズール（アンジェロ機）
- ドライセン (袖付き仕様)
- ザクI ・スナイパータイプ

『機動戦士ガンダムNT』より
- ☆ジェスタ(シェザール隊仕様 A班装備)
- ☆ジェスタ(シェザール隊仕様 B班装備)
- ☆ジェスタ(シェザール隊仕様 C班装備)

『機動戦士ガンダム 閃光のハサウェイ』よ
- ☆メッサーF01型
- ☆メッサーF02型
- ☆メッサーF02型 マインレイヤー
- ☆グスタフ・カール00型

『機動戦士ガンダムF91』よ
- ヘビーガン
- デナン・ゾン
- ダギ・イルス
- ダギ・イルス(連邦軍仕様)

『機動戦士クロスボーン・ガンダム』より
- ペズ・バタラ
- ガンダムF91 (ハリソン機)

『機動戦士Vガンダム』より
- ゾロアット(リガ・ミリティア仕様)
- ジャベリン
- Vガンダムヘキサ
- ゾロアット
- シャッコー
- リグ・シャッコー
- ゾロ (一般機)
- ゾロ (クロノクル機)
- ☆アインラッド

『機動武闘伝Gガンダム』より
- デスアーミー

『新機動戦記ガンダムW』より
- リーオー (宇宙用)
- リーオー (地上用)
- ☆エアリーズ (OZ仕様)
- トーラス (OZ仕様)
- トーラス (サンクキングダム仕様)
- ☆ビルゴ
- ビルゴII
- マグアナック
- マグアナック (ラシード機)
- マグアナック (アウダ機)

『新機動戦記ガンダムW ENDLESS WALTS』より
- サーペント

『機動新世紀ガンダムX』より
- ガンダムエアマスターバースト
- ガンダムレオパルドデストロイ
- Gビット (D.O.M.E.)
- ☆ドートレス
- ドートレス・ネオ

『∀ガンダム』より
- フラット
- フラット(ミリシャ仕様)
- ボルジャーノン
- マヒロー

『機動戦士ガンダムSEED』より
- ジン（重突撃銃）
- ジン（大型ミサイル）
- ジン（長距離強行偵察複座型）
- バクゥ
- メビウス・ゼロ
- M1アストレイ
- カラミティガンダム

『機動戦士ガンダムSEED DESTINY』より
- アビスガンダム
- カオスガンダム
- ウィンダム（ジェットストライカー）
- ☆ウィンダム（核ミサイル）
- ☆ ゲルズゲー
- ☆ ガナーザクウォーリア
- スラッシュザクファントム

『機動戦士ガンダムSEED STARGAZER』より
- ヴェルデバスター
- ブルデュエル
- ケルベロスバクゥハウンド
- シビリアンアストレイ

『機動戦士ガンダム00（ファーストシーズン）』より
- ユニオンフラッグ
- オーバーフラッグ
- ティエレン地上型
- ティエレン宇宙型

『機動戦士ガンダム00（セカンドシーズン）』より
- マスラオ

『劇場版 機動戦士ガンダム00 -A wakening of the Trailblazer-』より
- ブレイヴ一般用試験機
- ELSジンクス

『機動戦士ガンダムAGE』より
- Gエグゼス
- クランシェ
- ゼダス
- クロノス
- ジルスベイン
- ☆ダナジン
- ☆グルドリン

『ガンダム Gのレコンギスタ』より
- マックナイフ (バララ機)
- カットシー
- 宇宙用ジャハナム
- ☆グリモア

『機動戦士ガンダム 鉄血のオルフェンズ（ファーストシーズン）』より
- 鉄華団モビルワーカー
- 鉄華団モビルワーカー（宇宙型）
- グレイズ（一般機）
- グレイズ（指揮官機）
- グレイズ（アーレス所属機）
- グレイズ改
- 流星号（グレイズ改二）
- シュヴァルベ・グレイズ（マクギリス機）
- シュヴァルベ・グレイズ（ガエリオ機）

『機動戦士ガンダム 鉄血のオルフェンズ（セカンドシーズン）』より
- 僻邪
- ランドマン・ロディ
- レギンレイズ
- ヘルムヴィーゲ・リンカー

『ガンダムビルドダイバーズRe:RISE』より
- ウォドムポッド
- エルドラアーミー
- エルドラドートレス
- エルドラドートレス（特殊個体）

## ステージ
機動戦士ガンダム
- サイド7

機動戦士Ζガンダム
- ニュー・ホンコン

機動戦士ガンダム 逆襲のシャア
- アクシズ

機動戦士ガンダムUC
- トリントン基地周辺

機動戦士ガンダムNT
- 学園都市メーティス

機動新世紀ガンダムX
- ニュータイプ研究所

機動戦士ガンダムSEED 
- アフリカ砂漠

機動戦士ガンダムSEED ASTRAY
- ギガフロート

機動戦士ガンダムSEED DESTINY
- アーモリー・ワン

機動戦士ガンダム00
- REBIRTH

機動戦士ガンダムAGE
- ミンスリー

機動戦士ガンダム 鉄血のオルフェンズ
- 農業プラント

ガンダム Gのレコンギスタ
- キャピタル・テリトリィ
- ギアナ高地

## 音楽

### テーマ曲
OVER BOOST
EXVSシリーズのオープニングテーマで初のタイアップソングではない、オリジナルBGM。

作曲は藤田裕行(バンダイナムコスタジオ所属 EXVSシリーズサウンドディレクター)。

### 戦闘中BGM
機動戦士ガンダム
- 颯爽たるシャア
- 窮地に立つガンダム
- 赤い彗星
- めぐりあい
歌：井上大輔

機動戦士Ζガンダム
- 艦隊戦
- 閃光の中のMS
- 宇宙を駆ける

機動戦士ガンダムΖΖ
- サイレント・ヴォイス
歌：ひろえ純
- 宇宙のジュドー

機動戦士ガンダム 逆襲のシャア
- SALLY <出撃>
- SWAN <白鳥>
- SACRIFICE

機動戦士ガンダムF91
- 君を見つめて-The time I’m seeing you-
歌：森口博子
- F91ガンダム出撃

機動戦士Vガンダム
- STAND UP TO THE VICTORY～トゥ・ザ・ヴィクトリー～
歌：川添智久
- 夏に春の祭典を！

機動武闘伝Gガンダム
- FLYING IN THE SKY
歌：鵜島仁文
- 我が心 明鏡止水～されどこの掌は烈火の如く
- 燃え上がれ闘志-忌まわしき宿命を越えて

新機動戦記ガンダムW
- 思春期を殺した少年の翼
- JUST COMMUNICATION
歌：TWO-MIX

新機動戦記ガンダムW Endless Waltz
- Enforcement Rush
- LAST IMPRESSION
歌：TWO-MIX
- WHITE REFLECTION
歌：TWO-MIX

機動新世紀ガンダムX
- 死線
- DREAMS
歌：ROmantic Mode

∀ガンダム
- 光軸のなぞるもの
- 地よりはずめと

機動戦士ガンダムSEED
- STRIKE出撃
- あんなに一緒だったのに
歌：See-Saw
- 暁の車
歌：FictionJunction YUUKA
- GUNDAM出撃
- 攻撃開始
- 悪の3兵器

機動戦士ガンダムSEED DESTINY
- キラ、その心のままに
- 覚醒シン・アスカ
- Life Goes On
歌：有坂美香
- GAIA×CHAOS×ABYSS
- 出撃! インパルス

機動戦士ガンダムSEED C.E.73 STARGAZER
- STARGAZER ～星の扉
歌：根岸さとり
- M05

機動戦士ガンダムSEED FREEDOM
- フリーダム突入

機動戦士ガンダム00
- TRANS-AM RAISER
- O-RAISER
- FORWARD
- 罠
歌：THE BACK HORN
- FIGHT

機動戦士ガンダム00 -A wakening of the Trailblazer-
- FINAL MISSION ～ QUANTAM BURST
- INNOVADE & INNOVATOR
- 閉ざされた世界
歌：THE BACK HORN

機動戦士ガンダムUC
- UNICORN
- MOBILE SUIT

機動戦士ガンダムNT
- Vigilante
歌：mpi&Gemie

機動戦士ガンダムAGE
- 君の中の英雄
歌：栗林みな実
- ガンダムAGE-2～運命の先へ
- ガンダムAGE-3～覚醒

ガンダム Gのレコンギスタ
- コア・ファイターと共に
- 天気晴朗なり
- ふたりのまほう
歌：May J.

機動戦士ガンダム 鉄血のオルフェンズ
- Mobile Suit Gundam:Iron-Blooded Orphans
- Surface of the Iron-Blooded Orphans
- All Out

機動戦士ガンダム0080 ポケットの中の戦争
- いつか空に届いて
歌：椎名恵

機動戦士ガンダム0083 STARDUST MEMORY
- MEN OF DESTINY
歌：MIQ

機動戦士ガンダム 第08MS小隊
- 嵐の中で輝いて
歌：米倉千尋
- 戦士
- VII

機動戦士ガンダム MS IGLOO
- 機動戦
- 進出ス!

機動戦士クロスボーン・ガンダム
- 宇宙海賊クロスボーンバンガード戦闘テーマ
- スカルハート見参
- 帝国からの襲撃
- 鋼鉄の七人

機動戦士ガンダム外伝 THE BLUE DESTINY
- 戦慄のブルー
- THE FRONT

機動戦士ガンダム 閃光のハサウェイ
- その名はマフティー・ナビーユ・エリン
- レーン･エイムのテーマ
- 強襲

機動戦士ガンダムSEED ASTRAY
- 赤い一撃
- サーペントテール:ミッション開始
- 選ばれし者
- 憎悪
- 運命の子

ガンダム・センチネル
- Superior Attack
- New Desides

機動戦士ガンダム サンダーボルト
- あなたのお相手～I'm your baby～
歌：ICI a.k.a 市川愛
- Groovy Duel
- 色悪
歌：The Yellow Tricycle

ガンダムビルドファイターズ
- build－fight
- ニブンノイチ
歌：BACK-ON
- GUNDAM BUILD FIGHTERS
- メイジン ～通常のフラメンコの6倍の情熱～

ガンダムビルドファイターズトライ
- セルリアン
歌：BACK-ON
- トライファイターズ
- ガンダバダガンダバダ

ガンダムビルドダイバーズ
- フォース・ビルドダイバーズ！

ガンダムビルドダイバーズRe:Rise
- 崖っぷちのヒーロー

機動戦士ガンダムヴァルプルギス
- Theme of Over.on

ガンダムEXA
- Divine Act -The EXTREME-
- The End of Authority
- Divine Act -The EXTREME- revised
- Divine Act-The EXTREME-MAXI BOOST
- The End of Authority -revised

SDガンダム外伝
- ボスをたおせ

機動戦士ガンダムN-EXTREME
- on the E.D.G.E
- Junp in X in Luck
- Vreak jaggies
- S-ec-RE-CY

本作オリジナル
- Battle of NEXTREME